# 黄乃裳中学
黃乃裳中學  是馬來西亞砂拉越詩巫的一間華文獨立中學，於1967年1月13日創立，取名自當地的華僑領袖黃乃裳先生。